# Braquage en or
Pour les articles homonymes, voir Misfits.
Pour plus de détails, voir Fiche technique et Distribution.
Braquage en or (The Misfits) est un film américano-finlandais réalisé par Renny Harlin et sorti en 2021.

## Synopsis
Après avoir été recruté par un groupe de voleurs non conventionnels, le célèbre criminel Richard Pace se retrouve pris dans un braquage élaboré qui promet d'avoir des implications profondes sur sa vie et celles de plusieurs autres personnes.

## Fiche technique
Sauf indication contraire, les informations mentionnées dans cette section peuvent être confirmées par la base de données cinématographiques IMDb,  présente dans la section « Liens externes ».
- Titre original : The Misfits
- Titre français et québécois : Braquage en or
- Réalisation : Renny Harlin
- Scénario : Robert Henny et Kurt Wimmer, d'après une histoire de Robert Henny
- Direction artistique : Mike Jones
- Décors : Uzair Merchant et Stephanie Ottinger
- Costumes : Angela Schnoeke-Paasch
- Photographie : Denis Alarcón Ramírez
- Montage : Colleen Rafferty
- Musique : Lasse Enersen et Trevor Rabin
- Production : Mansoor Al Dhaheri, Dean Altit et Kia Jam

Coproductrice : Carolina Vianna Leite
Producteurs délégués : Martin J. Barab, Pierce Brosnan, Lee Dreyfuss, Rami Jaber, Qais Qandil et Jalal Abu Sameer
- Sociétés de production : Highland Film Group, K.Jam Media, The Misfits Project LLC et RNG Entertainment OY
- Sociétés de distribution : The Avenue Entertainment (États-Unis), VVS Films (Canada)
- Budget : 15 millions de dollars
- Pays de production :  États-Unis,  Finlande
- Langue originale : anglais
- Format : couleur
- Genre : film de casse, action
- Durée : 94 minutes
- Dates de sortie[1] :
  - États-Unis : 11 juin 2021
  - France : 29 décembre 2021 (en vidéo à la demande[2])

## Distribution
- Pierce Brosnan (VQ : Daniel Picard) : Richard Pace
- Tim Roth (VQ : Sébastien Dhavernas) : Schultz
- Jamie Chung (VQ : Stéfanie Dolan) : Violet
- Hermione Corfield (VQ : Dominique Laniel) : Hope Pace
- Nick Cannon (VQ : Fayolle Jean Jr.) : Ringo
- Rami Jaber (VQ : Frédéric Paquet) : le prince
- Mike d'Angelo (VQ : Nicolas Savard L'Herbier) : Wick
- Qais Qandil : Jason Quick

## Production
Le projet est annoncé en février 2019 lors du marché du film de la Berlinale. Pierce Brosnan est alors annoncé dans le rôle principal du film, réalisé par Renny Harlin. Ce dernier déclare alors « Nous sommes extrêmement heureux de l'avoir à bord. Pierce et moi sommes amis depuis de nombreuses années et nous recherchions un projet sur lequel collaborer depuis un certain temps. Je n'aurais pas pu espérer un meilleur acteur pour jouer notre rôle principal,. »

### Tournage
Le tournage débute en février 2019. Il se déroule à Abou Dabi, Dubaï et Los Angeles,.

## Accueil

### Sortie
The Avenue Entertainment, en association avec Highland Film Group, distribue le film aux États-Unis dès le 11 juin 2021.

### Accueil critique
Le film reçoit des critiques globalement très négatives dans la presse. Sur l'agrégateur américain Rotten Tomatoes, il récolte 19 % d'opinions favorables pour 26 critiques et une note moyenne de 3,7⁄10. Sur Metacritic, il obtient une note moyenne de 25⁄100 pour 11 critiques.

## Distinctions
Le film reçoit trois nominations aux Razzie Awards 2022 : pire second rôle masculin pour Nick Cannon, pire scénario et pire réalisateur.